# NGC 2449
NGC 2449 est une galaxie spirale située dans la constellation des Gémeaux. NGC 2449 a été découverte par l'astronome français Édouard Stephan en 1874.

## Caractéristiques
Sa vitesse par rapport au fond diffus cosmologique est de 5 070 ± 13 km/s, ce qui correspond à une distance de Hubble de 74,8 ± 5,2 Mpc (∼244 millions d'al).
À ce jour, trois mesures non basées sur le décalage vers le rouge (redshift) donnent une distance de 42,367 ± 1,367 Mpc (∼138 millions d'al), ce qui est très loin à l'extérieur des valeurs de la distance de Hubble. Notons que c'est avec la valeur moyenne des mesures indépendantes, lorsqu'elles existent, que la base de données NASA/IPAC calcule le diamètre d'une galaxie et qu'en conséquence le diamètre de NGC 2449 pourrait être d'environ 39,9 kpc (∼130 000 al) si on utilisait la distance de Hubble pour le calculer.
La classe de luminosité de NGC 2449 est I-II et elle présente une large raie HI. Selon la base de données Simbad, NGC 2449 est une galaxie LINER, c'est-à-dire une galaxie dont le noyau présente un spectre d'émission caractérisé par de larges raies d'atomes faiblement ionisés.